# Dirka po Španiji 1962
Dirka po Španiji 1962 (špansko Vuelta a España 1962) je 17. izvedba dirke po Španiji, tritedenske moške cestne kolesarske etapne dirke. Začela se je 27. aprila v Barcelonai in končala 13. maja v Bilbau. Sodelovalo je 90 kolesarjev iz 9-ih ekip. Rumeno majico je prvič osvojil Rudi Altig (Saint-Raphaël–Helyett–Hutchinson), drugo mesto José Pérez Francés (Ferrys), tretje pa Seamus Elliott (Saint-Raphaël–Helyett–Hutchinson). Modro majico je osvojil Rudi Altig, zeleno majico Antonio Karmany, rdečo majico pa José Segú (oba Kas).

## Ekipe
- Faema
- Ferrys
- Italija
- Kas
- Licor 43
- Nizozemska
- Portugalska
- Saint-Raphaël–Helyett–Hutchinson
- Wiel's–Groene Leeuw

## Etape
| Etapa | Datum     | Štart/Cilj                         | Razdalja | Tip     | Tip                  | Zmagovalec                       |
| ----- | --------- | ---------------------------------- | -------- | ------- | -------------------- | -------------------------------- |
| 1     | 27. april | Barcelona – Barcelona              | 90 km    |         |                      | Antonio Barrutia (ESP)           |
| 2     | 28. april | Barcelona – Tortosa                | 185 km   |         |                      | Rudi Altig (FRG)                 |
| 3     | 29. april | Tortosa – Valencija                | 188 km   |         |                      | Nino Defilippis (ITA)            |
| 4     | 30. april | Valencija – Benidorm               | 141 km   |         |                      | Seamus Elliott (IRL)             |
| 5     | 1. maj    | Benidorm – Benidorm                | 21 km    |         | ekipni kronometer    | Saint-Raphaël–Helyett–Hutchinson |
| 6     | 2. maj    | Benidorm – Cartagena               | 152 km   |         |                      | Jean Graczyk (FRA)               |
| 7     | 3. maj    | Murcia – Almería                   | 223 km   |         |                      | Rudi Altig (FRG)                 |
| 8     | 4. maj    | Almería – Málaga                   | 220 km   |         |                      | Jean-Claude Annaert (FRA)        |
| 9     | 5. maj    | Málaga – Córdoba                   | 193 km   |         |                      | Antonio Gómez del Moral (ESP)    |
| 10    | 6. maj    | Valdepeñas – Madrid                | 210 km   |         |                      | Albertus Geldermans (NED)        |
| 11    | 7. maj    | Madrid – Valladolid                | 189 km   |         |                      | Jean Stablinski (FRA)            |
| 12    | 8. maj    | Valladolid – Logroño               | 232 km   |         |                      | Ernesto Bono (ITA)               |
| 13    | 9. maj    | Logroño – Pamplona                 | 191 km   |         |                      | Jean Graczyk (FRA)               |
| 14    | 10. maj   | Pamplona – Bayonne (Francija)      | 149 km   |         |                      | Jean Graczyk (FRA)               |
| 15    | 11. maj   | Bayonne (Francija) – San Sebastián | 82 km    |         | posamični kronometer | Rudi Altig (FRG)                 |
| 16    | 12. maj   | San Sebastián – Vitoria            | 177 km   |         |                      | Jean Graczyk (FRA)               |
| 17    | 13. maj   | Vitoria – Bilbao                   | 171 km   |         |                      | José Segú (ESP)                  |
|       | Skupaj    | Skupaj                             | 2806 km  | 2806 km | 2806 km              | 2806 km                          |

## Razvrstitev po klasifikacijah
| Etapa  | Zmagovalec                       | Rumena majica ·  | Modra majica ·        | Zelena majica · | Ekipno                           | Rdeča majica · |
| ------ | -------------------------------- | ---------------- | --------------------- | --------------- | -------------------------------- | -------------- |
| 1      | Antonio Barrutia                 | Antonio Barrutia |                       |                 |                                  |                |
| 2      | Rudi Altig                       | Rudi Altig       |                       |                 |                                  |                |
| 3      | Nino Defilippis                  | Rudi Altig       |                       |                 |                                  |                |
| 4      | Seamus Elliott                   | Seamus Elliott   |                       |                 |                                  |                |
| 5      | Saint-Raphaël–Helyett–Hutchinson | Seamus Elliott   |                       |                 |                                  |                |
| 6      | Jean Graczyk                     | Seamus Elliott   | Saint-Raphaël–Helyett |                 |                                  |                |
| 7      | Rudi Altig                       | Rudi Altig       | Saint-Raphaël–Helyett |                 |                                  |                |
| 8      | Jean-Claude Annaert              | Rudi Altig       | Saint-Raphaël–Helyett |                 |                                  |                |
| 9      | Antonio Gómez del Moral          | Seamus Elliott   | Saint-Raphaël–Helyett |                 |                                  |                |
| 10     | Albertus Geldermans              | Seamus Elliott   | Saint-Raphaël–Helyett |                 |                                  |                |
| 11     | Jean Stablinski                  | Seamus Elliott   | Saint-Raphaël–Helyett |                 |                                  |                |
| 12     | Ernesto Bono                     | Seamus Elliott   | Saint-Raphaël–Helyett |                 |                                  |                |
| 13     | Jean Graczyk                     | Seamus Elliott   | Saint-Raphaël–Helyett |                 |                                  |                |
| 14     | Jean Graczyk                     | Seamus Elliott   | Saint-Raphaël–Helyett |                 |                                  |                |
| 15     | Rudi Altig                       | Rudi Altig       | Saint-Raphaël–Helyett |                 |                                  |                |
| 16     | Jean Graczyk                     | Rudi Altig       | Saint-Raphaël–Helyett |                 |                                  |                |
| 17     | José Segú                        | Rudi Altig       | Saint-Raphaël–Helyett | Rudi Altig      | Antonio Karmany                  | José Segú      |
| Skupaj | Skupaj                           | Rudi Altig       | Rudi Altig            | Antonio Karmany | Saint-Raphaël–Helyett–Hutchinson | José Segú      |

## Končna razvrstitev
| Legenda | Legenda                                    | Legenda | Legenda                          |
| ------- | ------------------------------------------ | ------- | -------------------------------- |
|         | Predstavlja vodilnega v skupnem seštevku   |         | Predstavlja vodilnega po točkah  |
|         | Predstavlja vodilnega v gorski razvrstitvi |         | Predstavlja vodilnega v šprintih |

### Rumena majica
| Poz. | Kolesar                  | Ekipa                            | Čas         |
| ---- | ------------------------ | -------------------------------- | ----------- |
| 1    | Rudi Altig               | Saint-Raphaël–Helyett–Hutchinson | 78h 35' 27" |
| 2    | José Pérez Francés       | Ferrys                           | + 7' 14"    |
| 3    | Seamus Elliott           | Saint-Raphaël–Helyett–Hutchinson | + 7' 17"    |
| 4    | Miguel Pacheco Font      | Kas                              | + 10' 21"   |
| 5    | Francisco Gabica Billa   | Kas                              | + 10' 21"   |
| 6    | Jean Stablinski          | Saint-Raphaël–Helyett–Hutchinson | + 17' 07"   |
| 7    | Michel Stolker           | Saint-Raphaël–Helyett–Hutchinson | + 17' 57"   |
| 8    | Fernando Manzaneque      | Licor 43                         | + 18' 13"   |
| 9    | Eddy Pauwels             | Wiel's–Groene Leeuw              | + 19' 55"   |
| 10   | Ab Geldermans            | Saint-Raphaël–Helyett–Hutchinson | + 20' 23"   |
| 11   | Eusebio Vélez Mendizábal | Kas                              |             |
| 12   | Marcel Seynaeve          | Wiel's–Groene Leeuw              |             |
| 13   | Jesús Loroño             | Licor 43                         |             |
| 14   | Jean-Claude Annaert      | Saint-Raphaël–Helyett–Hutchinson |             |
| 15   | Roger Baguet             | Wiel's–Groene Leeuw              |             |
| 16   | René Marigil             | Licor 43                         |             |
| 17   | Dieter Puschel           | Wiel's–Groene Leeuw              |             |
| 18   | Antonio Gómez del Moral  | Faema                            |             |
| 19   | Luis Mayoral             | Faema                            |             |
| 20   | Salvador Rosa            | Faema                            |             |
| 21   | Antonio Karmany          | Kas                              |             |
| 22   | José Segú Soriano        | Kas                              |             |
| 23   | Mario Silva Pereira      | Portugalska                      |             |
| 24   | Antonio Bertrán Panadés  | Ferrys                           |             |
| 25   | Jean Graczyk             | Saint-Raphaël–Helyett–Hutchinson |             |